# Depressaria tenebricosa
Depressaria tenebricosa é uma espécie de insetos lepidópteros, mais especificamente de traças, pertencente à família Elachistidae. É uma espécie nativa de Portugal.
A autoridade científica da espécie é Zeller, tendo sido descrita no ano de 1854.